# دارنيل جونسون
دارنيل جونسون (بالإنجليزية: Darnell Johnson)‏ هو لاعب كرة قدم بريطاني في مركز الدفاع، ولد في 3 سبتمبر 1998 في ليستر في المملكة المتحدة. لعب مع ليستر سيتي.

## وصلات خارجية
- دارنيل جونسون على موقع الاتحاد الأوربي (الإنجليزية)
- دارنيل جونسون على موقع قاعدة بيانات كرة القدم.إي يو (الإنجليزية)
- دارنيل جونسون على موقع Soccerbase.com (لاعب) (الإنجليزية)
- دارنيل جونسون على موقع Soccerway.com (الإنجليزية)
- دارنيل جونسون على موقع عالم كرة القدم.نت (الإنجليزية)